# اچ‌ام‌ای‌اس آنزلو
اچ‌ام‌ای‌اس آنزلو (به انگلیسی: HMAS Onslow) یک زیردریایی است که طول آن ۲۹۵٫۲ فوت (۹۰٫۰ متر) می‌باشد. این زیردریایی در سال ۱۹۶۸ ساخته شد.